# Музей моря, воздуха и космоса «Интрепид»

«Музей Моря, Воздуха и Космоса Интрепид» (Intrepid Sea, Air & Space Museum), (2023), 4,1 × 4,1 см.
Памятная медаль в коллекции «Музея профессионального миниатюрного искусства Генрик Ян Доминяк в Тыхах»
Лицевая сторона.

«Музей Моря, Воздуха и Космоса Интрепид» (Intrepid Sea, Air & Space Museum), (2023), 4,1 × 4,1 см.
Памятная медаль в коллекции «Музея профессионального миниатюрного искусства Генрик Ян Доминяк в Тыхах»
Оборотная сторона.

Музей Моря, Воздуха и Космоса Интрепид (англ. Intrepid Sea, Air & Space Museum) — военно-морской исторический музей, находящийся на берегу реки Гудзон, на пирсе-86 и 46 улице, Вест-Сайд, Манхэттен. 
Коллекция музея расположена на палубе авианосца «Неустрашимый» (англ. USS Intrepid)  и включает такие экспонаты, как, например, подводную лодку USS Growler (SSG-577), сверхзвуковые пассажирский Конкорд и самолет-разведчик Локхид А-12. 
В декабре 2011 года коллекция музея пополнилась шаттлом «Энтерпрайз».

## История
Первоначально авианосец «Неустрашимый» (англ. USS Intrepid), основной экспонат музея, был списан, его планировали разобрать. Благодаря усилиям миллионера-филантропа Закари Фишера и журналиста Майкла Штерна авианосец не был разобран. В 1982 году его пришвартовали к пирсу-86 и открыли Музей Моря, Воздуха и Космоса Интрепид.
В 2001 году, когда произошла серия террористических актов 11 сентября, Intrepid служил временным полевым штабом ФБР.

### 2006—2009 годы. Ремонт
1 октября 2006 года музей временно закрылся на ремонт. Начались ремонт и реконструкция корабля и пирса.
Для этого авианосец «Неустрашимый» был отбуксирован по Гудзону к гавани в Бейонне, Нью-Джерси, где были произведены действия по его ремонту и восстановлению.
2 октября 2008 года экспозиция музея прибыла обратно к пирсу-86 и 8 ноября вновь открылась общественности.

### Шаттл «Энтерпрайз»

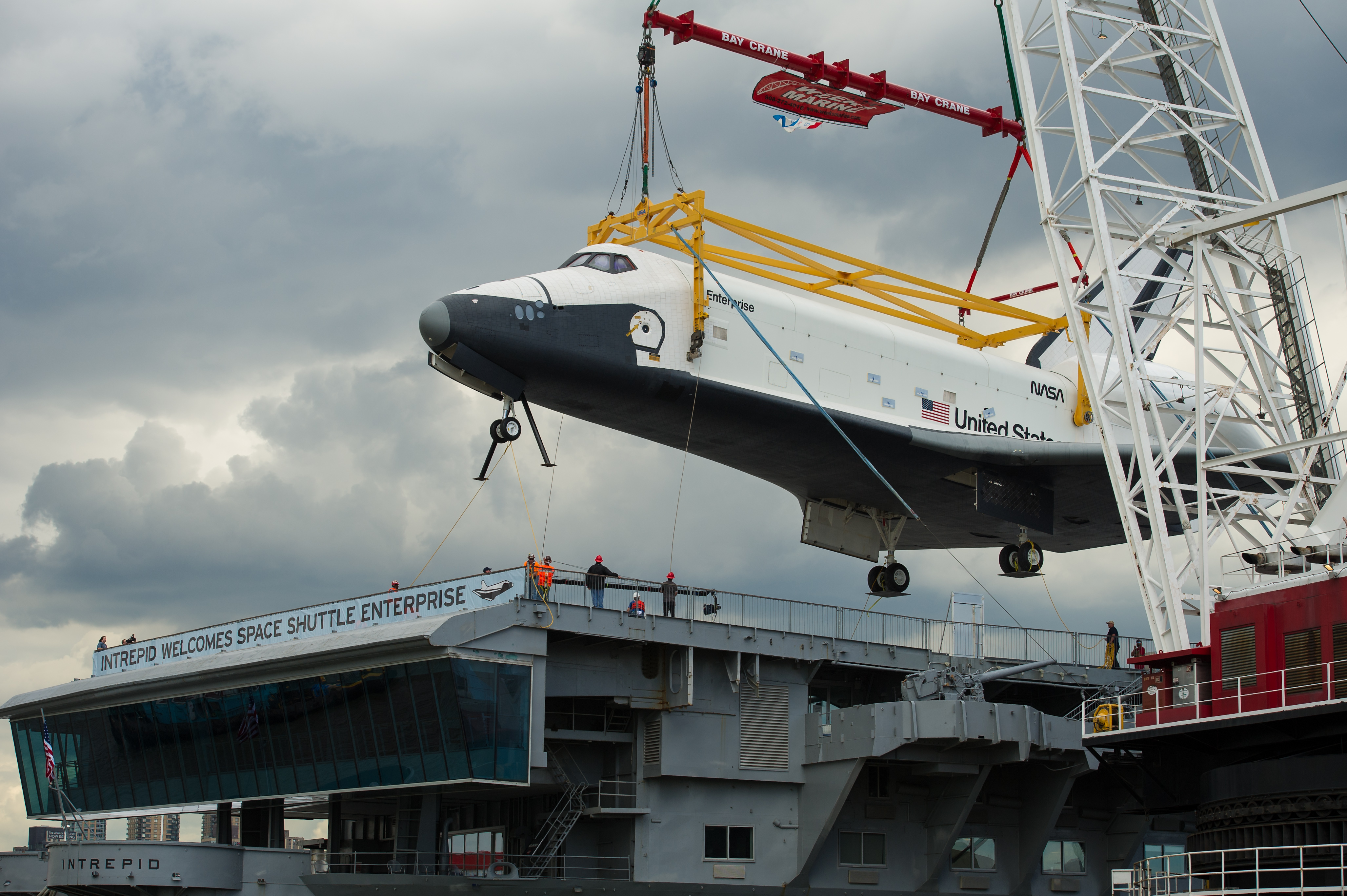
Шаттл «Энтерпрайз» опускается на авианосец «Неустрашимый»

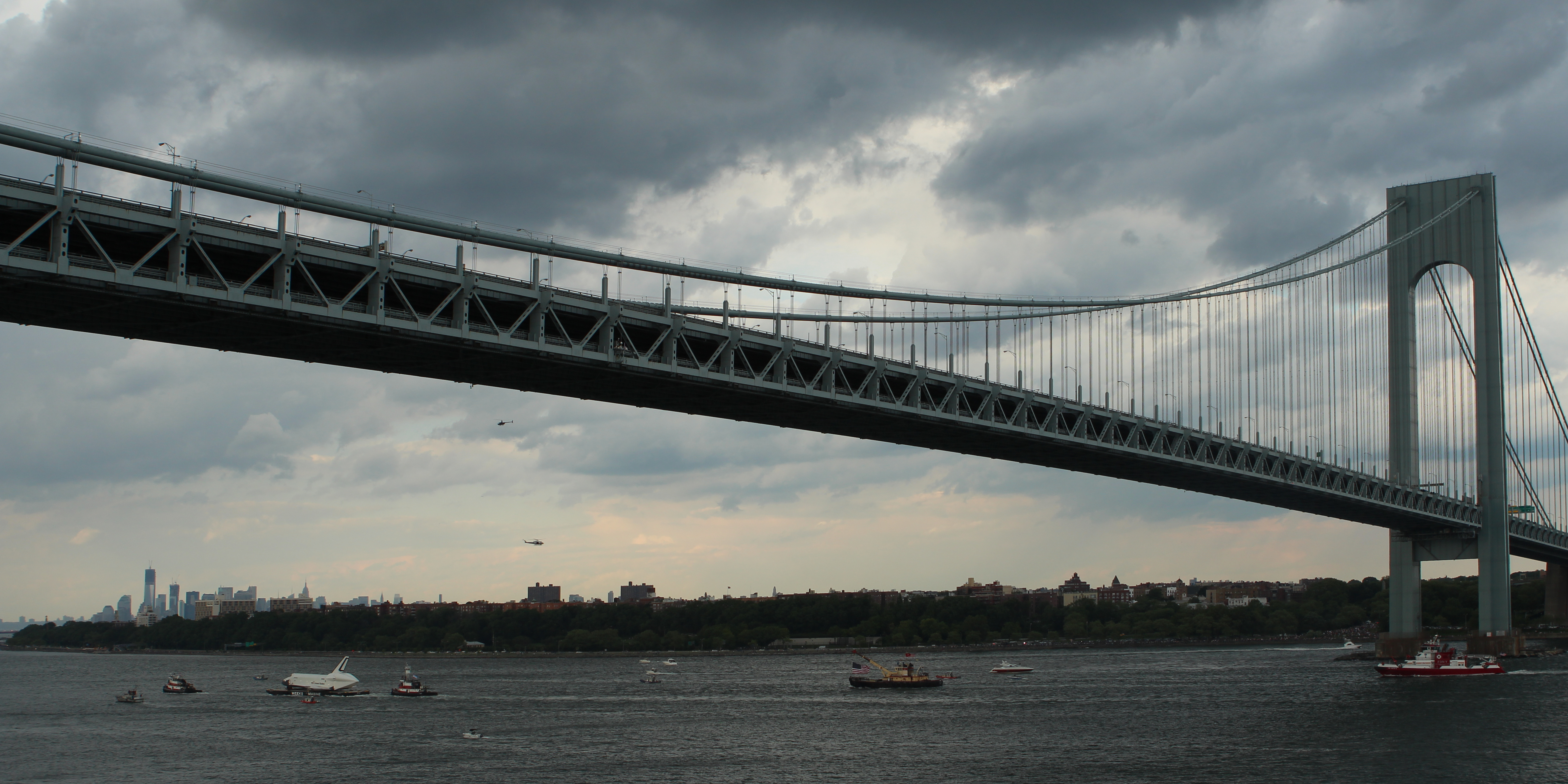
Транспортировка шаттла «Энтерпрайз» на барже. 3 июня 2012 года

12 декабря 2011 в собственность музея официально был передан шаттл «Энтерпрайз».
27 апреля 2012 шаттл был доставлен в международный аэропорт имени Джона Кеннеди.
3 июня 2012 на барже был доставлен к пирсу-86.
Для того, чтобы удалось разместить шаттл, пришлось освобождать место, передав три самолета (Douglas F3D Skyknight, Supermarine Scimitar, МиГ-15) другому музею.
19 июля 2012 шаттл «Энтерпрайз» был открыт для всеобщего обозрения.

В октябре 2012 года выставка вновь была закрыта, поводом стал ураган «Сэнди». Музей возобновил работу лишь 10 июля 2013 года.

## Отдельные экспонаты

### ВВС США
- General Dynamics F-16 Fighting Falcon, участвовавший в операции «Буря в пустыне».
- Сверхзвуковой самолет-разведчик Локхид А-12.

### ВМС США

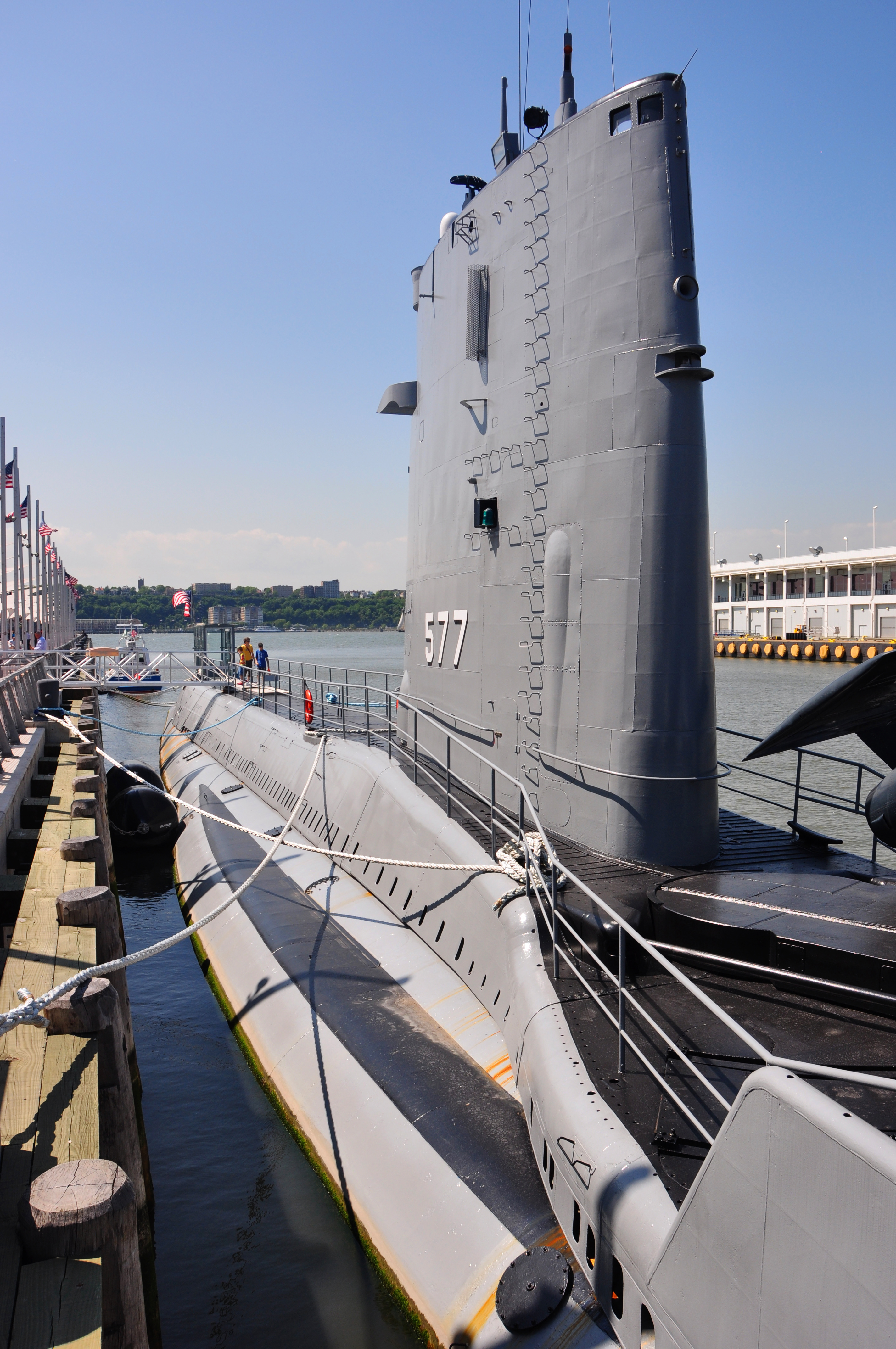
USS Growler (SSG-577)

- Подводная лодка USS Growler (SSG-577)[англ.].
- Grumman F-14 Tomcat.
- Douglas A-4 Skyhawk.
- Beechcraft T-34 Mentor.
- Grumman TBF Avenger.
- Grumman E-1 Tracer.
- Grumman F-11 Tiger, который использовался пилотажной группой «Голубые ангелы».
- North American FJ-2/-3 Fury.
- Vought F-8 Crusader.
- Grumman A-6 Intruder.
- McDonnell F-3 Demon.
- Grumman F-9 Cougar.
- Piasecki H-25.

### Корпус морской пехоты США

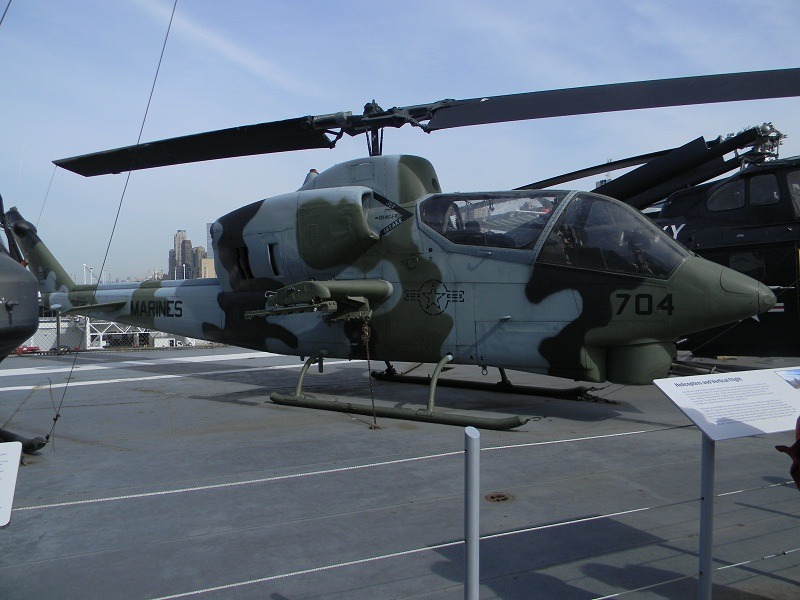
Bell AH-1 Super Cobra.

- McDonnell Douglas F-4 Phantom II.
- Hawker Siddeley Harrier.
- Bell AH-1 Super Cobra.

### Армия США
- Bell UH-1 Iroquois.

### Береговая охрана США
- Sikorsky H-19.
- Sikorsky S-62.

### NASA
- Aurora 7.
- Шаттл «Энтерпрайз»

### Другие самолёты

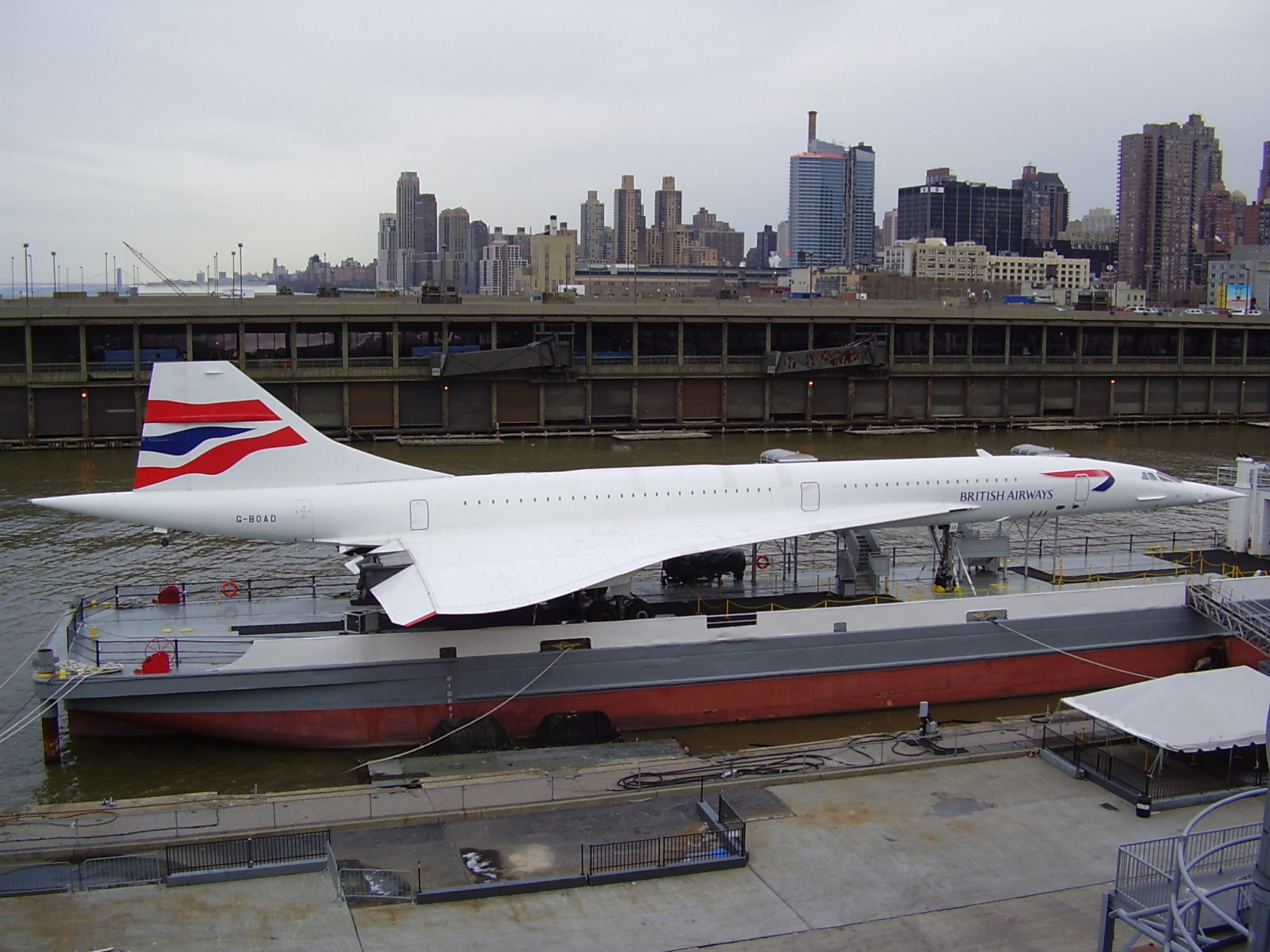
Конкорд компании British Airways

- Конкорд компании British Airways. Самолет установил мировой рекорд скорости для пассажирских авиалайнеров 7 февраля 1996 года, когда он прилетел из Нью-Йорка в Лондон за 2 часа, 52 минуты и 59 секунд.
- Итальянский учебно-тренировочный самолёт и лёгкий штурмовик Aermacchi MB-339.
- Французский сверхзвуковой палубный истребитель Dassault Étendard.
- Израильский IAI Kfir.
- МиГ-17
- МиГ-21

### Другие космические корабли
- Российский «Союз», который состыковался с Международной космической станцией во время миссии Союза ТМА-6.

## В массовой культуре

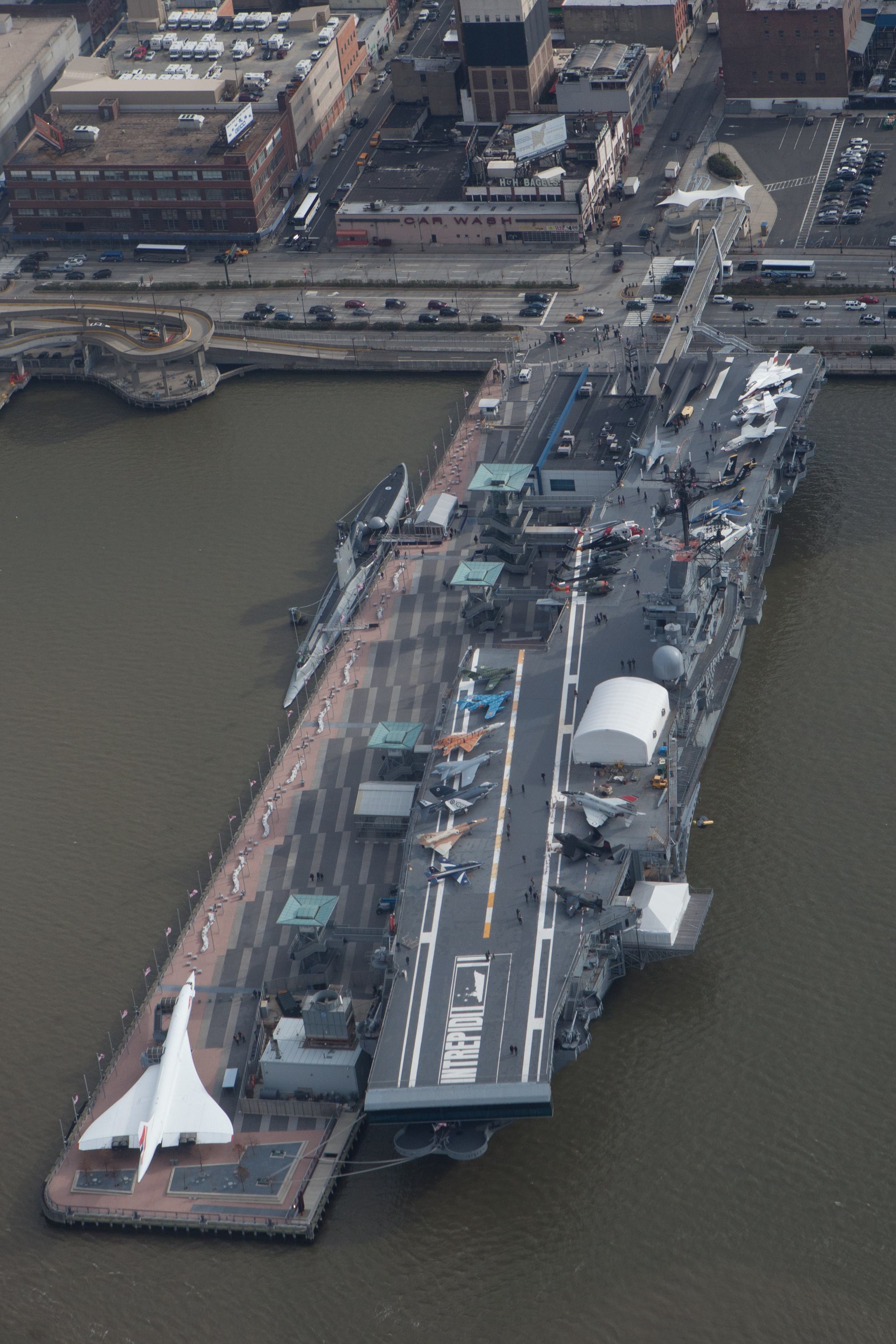
Музей Моря, Воздуха и Космоса Интрепид. Вид с воздуха.

В фильме «Я — легенда» персонаж Уилла Смита играет в гольф с палубы авианосца.